# Schloss Wildenberg (Niederbayern)

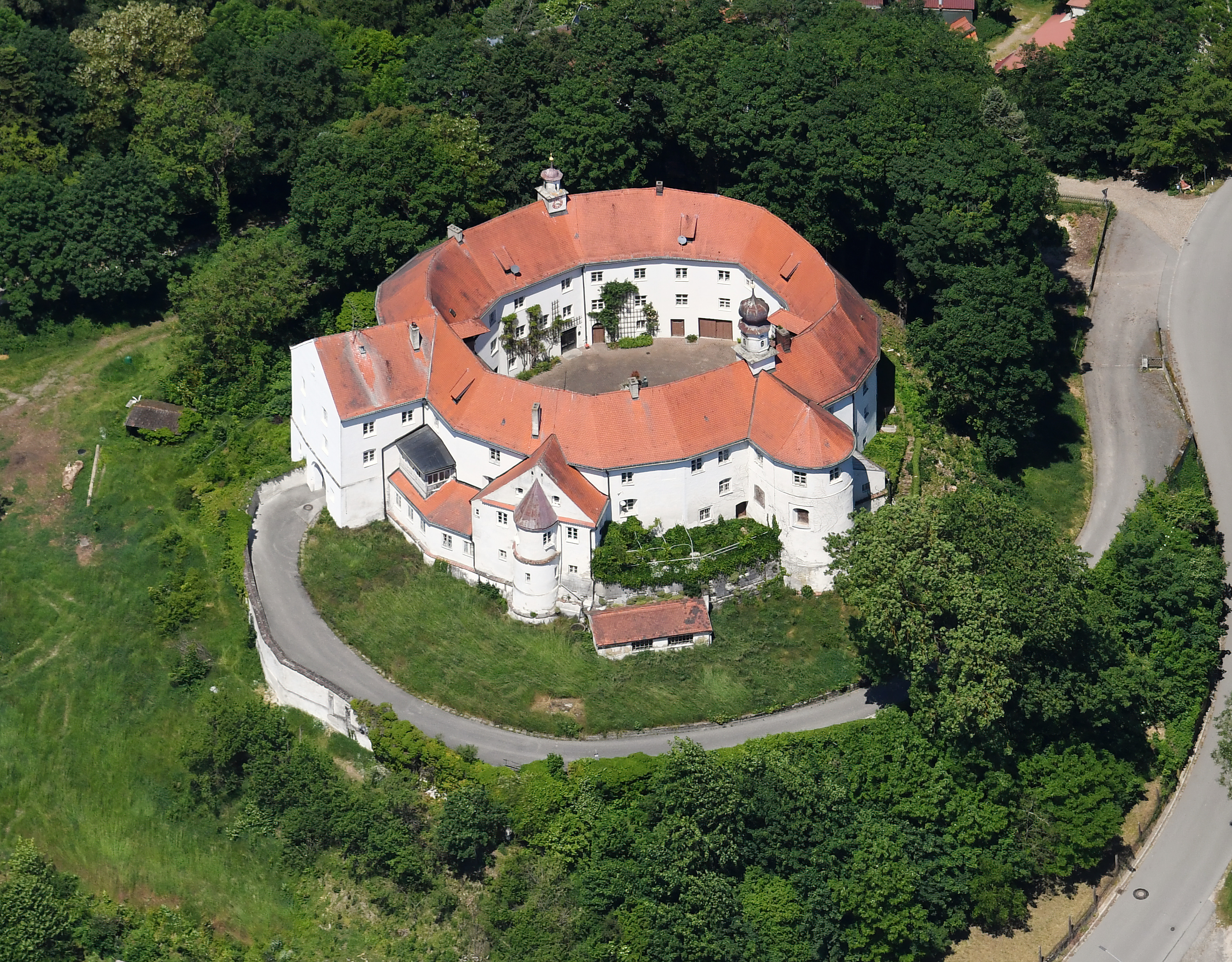
Schloss Wildenberg von Süden aus der Luft gesehen

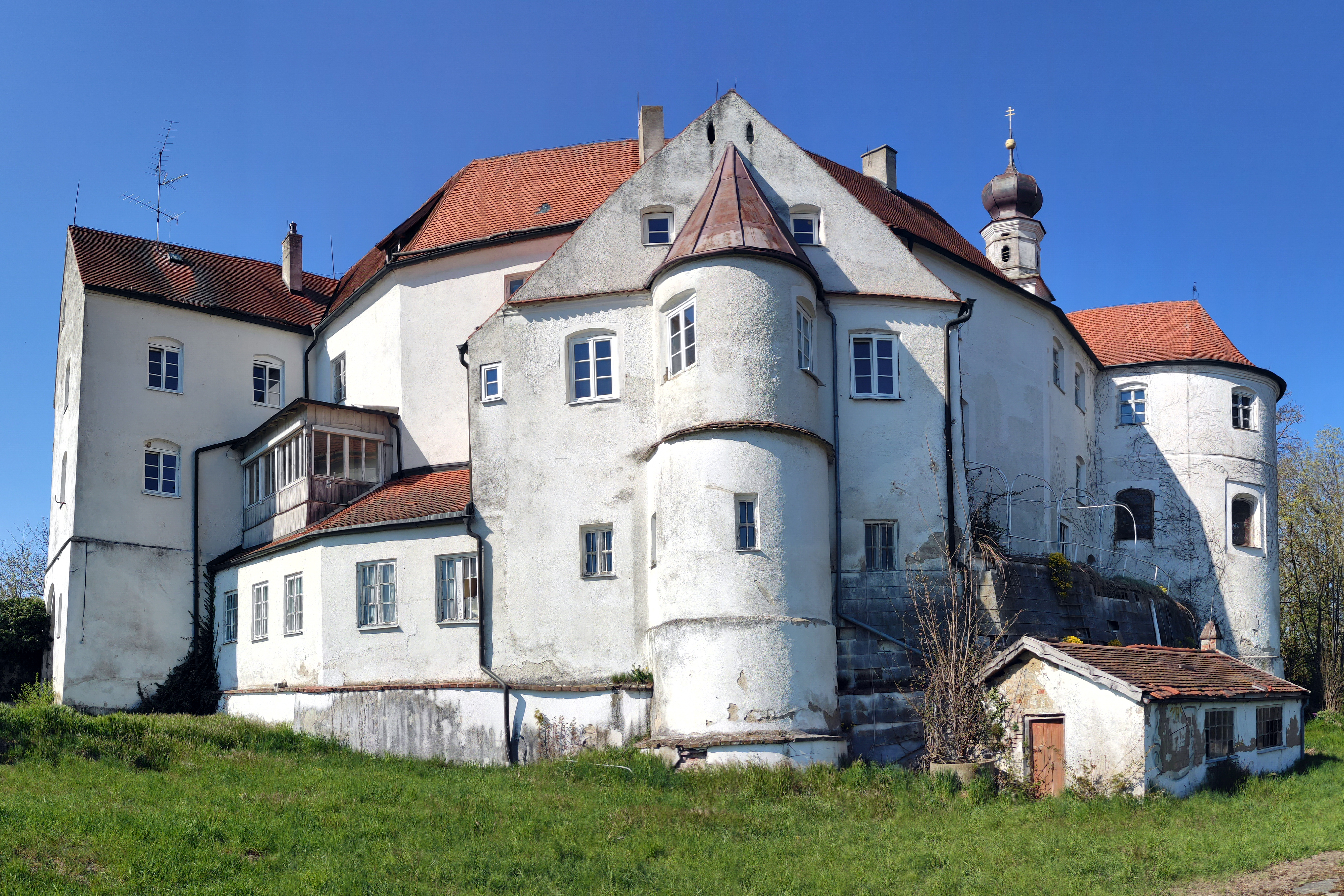
Schloss Wildenberg

Das Schloss Wildenberg liegt in der gleichnamigen Gemeinde Wildenberg im niederbayerischen Landkreis Kelheim. Das denkmalgeschützte Schloss liegt auf dem sogenannten Schloßberg und wird unter der Aktennummer D-2-73-181-2 in der Bayerischen Denkmalliste geführt. Das Burgareal gilt ebenfalls  als Bodendenkmal mit untertägigen Befunden im Schlossbereich sowie im Bereich der Schlosskapelle St. Georg und St. Katharina (D-2-7237-0231).

## Beschreibung
Die Burg liegt an der Westspitze des Schlossbergs 25 m über dem Talboden. Das Burgareal wurde früher durch einen tiefen Halsgraben vom Hinterland abgetrennt. Die Anlage ist ringförmig um einen Innenhof gruppiert. Der runde und einst mitten im Hof stehende Bergfried mit Rundbogentor hat sich nicht erhalten, sondern wurde von Georg von Lindheimer Anfang des 19. Jahrhunderts völlig abgetragen. Im späten Mittelalter wurde in 3–4 m Entfernung von den Gebäuden eine Zwingermauer mit vier halbrunden Schalentürmen errichtet, von denen Teile noch erhalten sind. Im 16. Jahrhundert wurde im Süden und Osten eine Ringmauer mit zwei runden und innen offenen Flankierungstürmen (abgekommen) errichtet. Die Mauer war bis in die 1920er Jahre noch mehrere Meter hoch, ist heute aber nur mehr als Terrasse erkennbar. Innerhalb dieser befand sich die Zufahrt zum Torhaus.
Das Schlossgebäude ist ein dreigeschossiger Satteldachbau mit verschiedenen Quergebäuden und Anbauten. Im Landshuter Erbfolgekrieg wurde die Burg 1504 von Thomas von Löffelholz von Kolberg im Auftrag von Herzog Albrecht IV. erobert, aber nicht verwüstet. Auch im Dreißigjährigen Krieg blieb das Schloss von Brandschatzungen verschont. Mitte des 19. Jahrhunderts wurden im Schloss größere Fenster eingesetzt und 1843 ein an der Südseite vorspringender Anbau errichtet. 
Die Burgkapelle St. Georg und St. Katharina wird 1454 erstmals genannt, wurde aber 1766 durch einen Neubau ersetzt. Sie ist eine Saalkirche mit einem Satteldach und halbrund geschlossener Sakristei; der 1718 errichtete Dachreiter ist mit einer Zwiebelhaube gedeckt.

## Geschichte
Das Schloss, eigentlich eine Höhenburg, hat keinen Vorgängerbau. Es wurde auf Initiative des Domkapitels Regensburg 1272 von Hänslin Ebran von Lauterbach erbaut. Die sich in der Folge Ebran von Wildenberg nennende Familie war bis zu ihrem Aussterben 1605 Inhaber der Hofmark Wildenberg. Zu der Hofmark gehörten auch die Orte bzw. Einöden Pürkwang, Schweinbach, Irlach, Eschenhart, Jauchshofen, Haag und zeitweise auch Willersdorf. Die Reihenfolge der Ebrane von Wildenberg lautet Hans Ebran, Ulrich Ebran I., Ulrich Ebran II. (ca. 1385–1455) und dann Hans Ebran von Wildenberg (nach 1426, † vor 1503). Nach dessen kinderlosem Tod folgte sein jüngerer Bruder Heinrich Ebran, dann Ulrich Ebran sowie dessen Brüder Heinrich († 1531) und Wolfgang († 1570). Da auch dieser ohne Nachkommen verstarb, erbte der Sohn Christoph des Ulrich Ebran 1558 den halben Teil der Hofmark und erwarb nach dem Tod seines Onkels Wolfgang den anderen Hälfteteil. Der Sohn des Christoph hieß wieder Heinrich Ebran. Er überlebte den Tod seiner fünf Söhne und verstarb kinderlos 1605. 
Die Hofmark fiel 1605 an das Hochstift Regensburg zurück. 1607 erhielt der Regensburger Domherr Hans Christoph von Stingelheim die Hofmarken Wildenberg und Pattendorf. Nach dessen Tod († 1626) vergab das Hochstift die Hofmark an verschiedene Pflegsverwalter. Nach der Säkularisation verkaufte der Bayerische Staat 1813 Wildenberg an den Major Georg von Lindheimer, 1839 veräußerte dieser seinen Besitz an den Landshuter Kaufmann und Landrat Clemens  Prantl. Von  1840 bis 1843 war Wildenberg im Besitz von Fürst Eugen von Wrede. Dessen Erben verkauften Wildenberg an die Familie von Kesling. 
Das Bronzestandbild auf einem Steinsockel für Freiherrn von Kesling, 1844 von Johann Halbig geschaffen, stand bis 1949 auf den Alten Südlichen Friedhof in München. Es wurde 1949 von dort nach Wildenberg umgesetzt und steht seither im Schlosshof. Die Letzte aus dieser  Familie, Baronesse Alix von Kesling, vermachte das Schloss 1945 dem Freistaat Bayern. Dieser versucht, das Schloss einer zeitgemäßen Verwendung zuzuführen (1946–1987 Altersheim, kulturelle Zwecke, Vermietung an Privatpersonen).